# Momodou Lamin Bah (Imam)
Alhaji Momodou Lamin Bah ORG (Schreibvariante Momadou Lamin Bah; * 3. Dezember 1906 in Bathurst; † 3. Dezember 1983 in Banjul) war ein gambischer Imam er trug von 1953 bis zu seinem Tode 1983 den Titel Imam Ratib of Bathurst (ab 1973: Imam Ratib of Banjul) und war damit einer der wichtigsten islamischen Führer in Gambia.

## Familie
Bah war Sohn von Wakka Bah († 1923, auch in der Schreibweise Waka Bah) und seiner Frau Isatou Tambedou. Er war der Enkel von Sait Matty Bah (1855–1897, auch in der Schreibweise Saer Maty Ba) und Urenkel von Maba Jahou Bah (1809–1867, auch in der Schreibweise Maba Jaxou Bah), dem großen gambischen Dschihadisten der Mitte des 19. Jahrhunderts.
Sein Vater diente von 1922 bis zu seinem Tode 1923 als Imam (Almami) der Bathurst-Moschee und trug schon damals den Titel Imam Ratib of Bathurst.

## Leben
Nach einem Koranstudium in Kaolack, Senegal, trat Bah 1945 in den Regierungsdienst ein und arbeite bis zu seiner Pensionierung im Januar 1964 als Koranlehrer an der Mohammedan School in Bathurst.
Als den frühere Assistenten von Imam Ratib of Bathurst Mama Tumani Bah († 1953) wurde er nach dessen Tod zu seinem Nachfolger gewählt und übernahm das Amt des Imam Ratib of Bathurst, das er bis zu seinem Tod im Dezember 1983 innehatte. Seine geistliche Führung wurde sowohl von den Anhängern der Tidschānīya- als auch der Qādirīya-Schule anerkannt. Während seines Imamats wurde die Zentralmoschee von Banjul vergrößert und der Hauptplatz für Eid-Gebete in Banjul mit dauerhaften Bauten ausgestattet. Außerdem zeichnete er sich als Gelehrter und durch sein Gespür für gelehrte und kompromisslose Predigten aus. Sein jährliches Gaamo (Maulid an-Nabī, Geburtstag des Propheten) in Half-Die, dass er persönlich von der Abenddämmerung bis zum Morgengrauen leitete, und seine Förderung der Pilgerreise nach Fès, Marokko, waren weitere bemerkenswerte Merkmale seines Lebens. Während seiner Zeit als Imam vertrat er Gambia im Rabits, dem konstituierenden Rat der Islamischen Weltliga mit Sitz in Mekka, Saudi-Arabien. Die Liga trifft sich am Vorabend des Hāddsch, um die Lage des Islam und der Muslime in der Welt zu prüfen und der Regierung Empfehlungen zu ihrem Wohlergehen zu unterbreiten. Darüber hinaus war Bah Vorsitzender des Banjul-Moschee-Komitees und Präsident der seitdem nicht mehr existierenden Gambia Muslim Association, die 1974 durch seine Bemühungen die Muslim High School errichtete. Darüber hinaus war er viele Jahre lang Vorsitzender einer Gruppe von Imamen in Gambia, die sich für Einstimmigkeit bei der Festlegung des Zeitpunkts und der Sichtung des Mondes für das Eid-Gebet einsetzen.
Er war politisch aktiv und unterstützte anfangs die United Party, wechselte aber 1968 zur People’s Progressive Party.
Nach seinem Tod im Dezember 1983 löste im Land eine nationale Trauer aus und es nahm eine große Menschenmenge an seiner Beerdigung teil. Beispielsweise kamen bei seiner Beerdigung zum ersten Mal seit langer Zeit der Oppositionsführer Sheriff Dibba und der Vizepräsident Bakary Bunja Dabo sowie weitere Kabinettsminister zusammen. Darüber hinaus war die Menge der Trauernden so groß, dass die Polizei die Barrikaden nicht kontrollieren konnte und die Zementmauer des Friedhofs von der rasenden Menge, die unbedingt den Sarg des Imams berühren wollte, zum Einsturz gebracht wurde. Ein Journalist des Gambia Information Services (GINS) berichtete in einer im Gambia News Bulletin vom 7. Dezember 1983 veröffentlichten Sendung: „Dies war die größte Menschenmenge, die Banjul jemals in seiner Geschichte gesehen hatte.“ Ein Kolumnist der Zeitung Nation beklagte außerdem: „(Die Leute trauern) um den Imam, weil er ein Vermittler zwischen Regierung und Volk war … er leitete immer Friedensdelegationen. Sein Tod wird nicht nur in Gambia, sondern im Senegal und im ganzen Land betrauert.“ Imam Bah hinterließ drei Frauen und viele Kinder und Enkelkinder.

## Auszeichnungen und Ehrungen
In Anerkennung seiner Verdienste um die Entwicklung des Islam in der Gemeinschaft gehörte er 1972 zu den ersten Gambiern, die die ORG-Insignien (Officer of the Order of the Republic of The Gambia) erhielten: „Durch sein Ansehen und seine Gelehrsamkeit als Imam hat er eine bedeutende Rolle dabei gespielt, die muslimische Gemeinschaft in Gambia zusammenzuschweißen“, heißt es in einem Zitat.
Eine Straße, als Imam Lamin Bah Street, in Banjul wurde nach ihm benannt.